# Stanisław Kociołek
Stanisław Kociołek (ur. 3 maja 1933 w Warszawie, zm. 1 października 2015 tamże) – polski działacz komunistyczny i polityk, członek Biura Politycznego Komitetu Centralnego Polskiej Zjednoczonej Partii Robotniczej (1968–1971), wiceprezes Rady Ministrów, poseł na Sejm Polskiej Rzeczyspolitej Ludowej IV i V kadencji, ambasador Polskiej Rzeczyspolitej Ludowej w Belgii, Luksemburgu, Tunezji i Związku Radzieckim.

## Życiorys

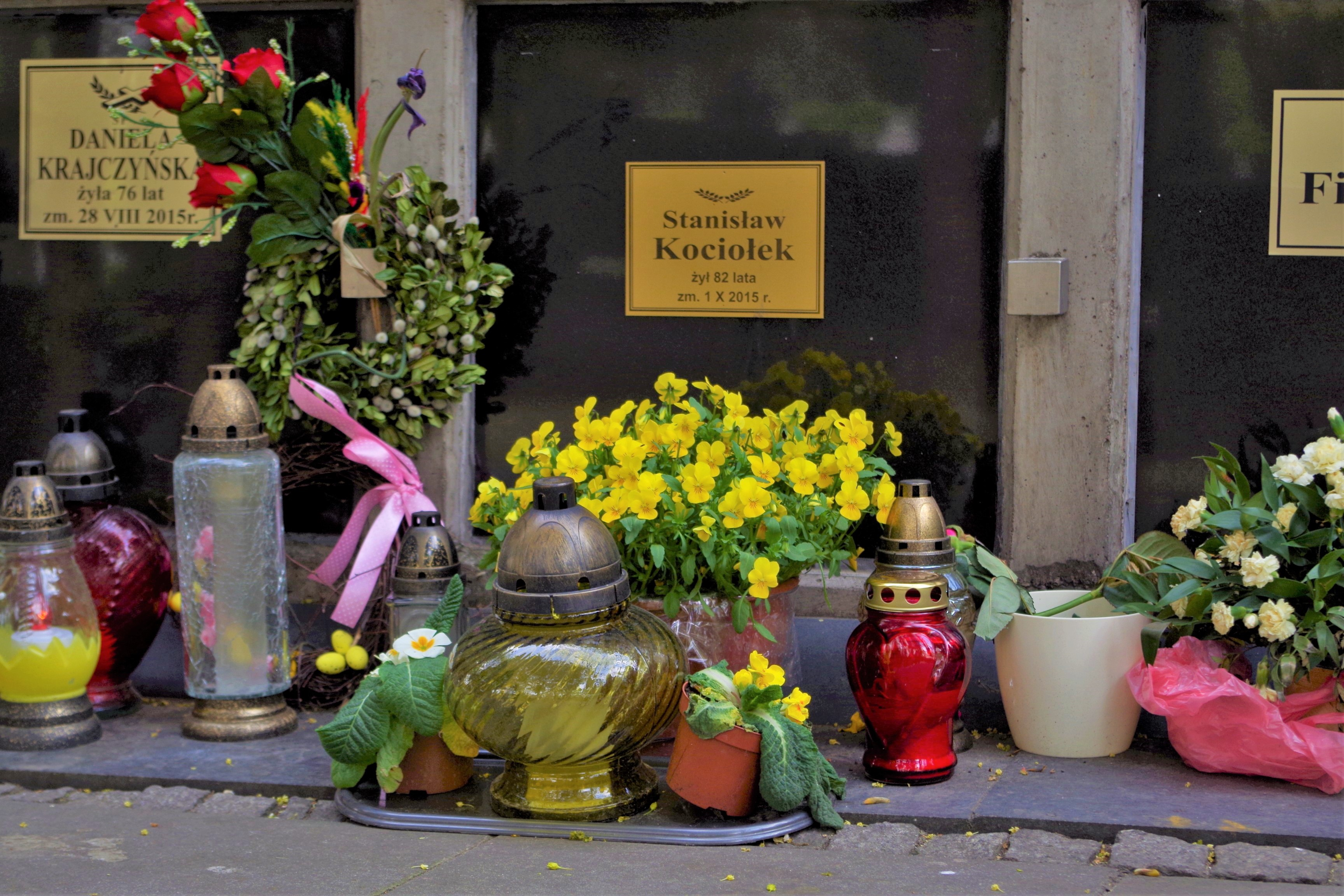
Grób na Cmentarzu Wojskowym na Powązkach w Warszawie w dniu pogrzebu

Syn Jana i Marianny. Po wojnie wraz z rodziną zamieszkał na Ziemiach Odzyskanych. Ukończył szkołę powszechną i liceum ogólnokształcące w Iławie. W klasie maturalnej zrobił dodatkową specjalność nauczycielską i po zdaniu egzaminu dojrzałości został kierownikiem szkoły podstawowej w Piotrkowie. Funkcję tę pełnił do 1952. Z wykształcenia socjolog, absolwent Uniwersytetu Warszawskiego (1957). W latach 1956–1958 I sekretarz Komitetu Uczelnianego Polskiej Zjednoczonej Partii Robotniczej na UW. Profesor Julian Hochfeld proponował mu, jako wyróżniającemu się studentowi, podjęcie pracy naukowej w jego katedrze. Kociołek zdecydował się jednak na karierę polityczną. W latach 1960–1963 sekretarz Komitetu Centralnego Związku Młodzieży Socjalistycznej. W latach 1963–1964 I sekretarz Komitetu Dzielnicowego PZPR Warszawa-Śródmieście. Od 1964 we władzach centralnych PZPR, od 24 lipca 1964 do grudnia 1967 był I sekretarzem Komitetu Warszawskiego PZPR, a od grudnia 1967 do lipca 1970 pełnił funkcję I sekretarza Komitetu Wojewódzkiego PZPR w Gdańsku. Od czerwca do grudnia 1970 był wicepremierem. Poseł na Sejm PRL IV i V kadencji (od maja 1965 do lutego 1972). W okresie od listopada 1968 do lutego 1971 członek Biura Politycznego KC PZPR – był najmłodszym członkiem tego kierowniczego gremium partii komunistycznej.

## Grudzień 1970
Był współodpowiedzialny za wydarzenia grudniowe 1970 na Wybrzeżu – według Klemensa Gniecha – miał wydać zgodę na strzelanie do robotników. Były dyrektor Stoczni Gdańskiej Stanisław Żaczek, w 1970 członek komitetu strajkowego, zeznał przed sądem, że słyszał, jak dowodzący wojskami gen. Grzegorz Korczyński przekazuje wicepremierowi Stanisławowi Kociołkowi „dyspozycje z centrali” co do warunków użycia broni wobec demonstrujących stoczniowców. Powiedział: „Pierwszy strzał w górę, drugi pod nogi, trzeci na wprost”. Kociołek odparł: „Proszę wykonać”.

## Dalsza działalność
Od grudnia 1970 do lutego 1971 sekretarz Komitetu Centralnego PZPR. Na skutek tragicznych wydarzeń na Wybrzeżu w grudniu 1970 został jednak wkrótce usunięty z kierowniczych stanowisk (sekretarza KC i członka Biura Politycznego KC PZPR) i przeniesiony do pracy w służbie dyplomatycznej. Od 1971 do 1978 był ambasadorem PRL w Belgii oraz w Luksemburgu. W latach 1978–1980 był prezesem Centralnego Związku Spółdzielczości Pracy. Z kolei od czerwca do listopada 1980 przez kilka miesięcy sprawował funkcję ambasadora PRL w Tunezji. W latach 1980–1982 znów pełnił stanowisko I sekretarza Komitetu Warszawskiego PZPR (na krótko powrócił do kierownictwa politycznego PZPR). W tym okresie był zwolennikiem twardego rozprawienia się z „Solidarnością”. Był uważany za czołowego przedstawiciela dogmatycznego skrzydła PZPR. W okresie 1982–1985 był ambasadorem PRL w Związku Radzieckim. W 1983 wybrany w skład Krajowej Rady Towarzystwa Przyjaźni Polsko-Radzieckiej. W 1985 zakończył działalność polityczną. W latach 1985–1989 był redaktorem naczelnym miesięcznika „Polish Perspectives”.
Jeden z członków-założycieli Stowarzyszenia Marksistów Polskich w marcu 1990.

## Odpowiedzialność karna
Od 1995 zasiadał, obok m.in. gen. Wojciecha Jaruzelskiego na ławie oskarżonych w procesie o sprawstwo kierownicze masakry na Wybrzeżu w 1970. W 2013 został nieprawomocnie uniewinniony z zarzutu kierowniczego sprawstwa zabójstwa. 30 czerwca 2014 Sąd Apelacyjny w Warszawie podtrzymał decyzję sądu niższej instancji. Tym samym wyrok stał się prawomocny. 16 kwietnia 2015 Sąd Najwyższy uwzględnił kasację prokuratury w tej sprawie i uchylił wyrok, przekazując jednocześnie sprawę do ponownego rozpatrzenia.
Odznaczony m.in. Krzyżem Oficerskim Orderu Odrodzenia Polski, Orderem Sztandaru Pracy I klasy, Złotym Krzyżem Zasługi oraz Złotą odznaką honorową „Za Zasługi dla Warszawy” (1964). Zmarł 1 października 2015, w wieku 82 lat.
Stanisław Kociołek nazywany był niekiedy, w związku z rolą jaką odegrał podczas wydarzeń na Wybrzeżu w grudniu 1970, „katem Trójmiasta”, określenie to stworzył Krzysztof Dowgiałło – autor piosenki Ballada o Janku Wiśniewskim, w oryginalnym wykonaniu Mieczysława Cholewy.
...Jeden raniony, drugi zabity,
Krwi się zachciało słupskim bandytom.
To Partia strzela do robotników.
Janek Wiśniewski padł.
Krwawy Kociołek to kat Trójmiasta,
Przez niego giną dzieci, niewiasty,
Poczekaj draniu – my cię dostaniem!
Janek Wiśniewski padł....

## Okoliczności pogrzebu
Stanisław Kociołek został pochowany 7 października 2015 w kolumbarium na Cmentarzu Wojskowym na warszawskich Powązkach (kwatera B29 kolumbarium-7-7). Wzbudziło to protesty wielu organizacji patriotycznych. W protestach podkreślano współodpowiedzialność za masakrę robotniczą na wybrzeżu w grudniu 1970. Uroczystości pogrzebowej towarzyszył protest środowisk prawicowych, których przedstawiciele trzymali zdjęcia ofiar grudnia 1970 roku.